# Gerd Oswald
Gerd Oswald (Berlino, 9 giugno 1919 – Los Angeles, 22 maggio 1989) è stato un regista statunitense, di origine austriaca.

## Biografia
Era figlio dell'attrice tedesca Käte Oswald e dell'austriaco Richard Oswald, uno dei più noti registi e produttori del cinema muto tedesco che, dopo la salita al potere dei nazisti, aveva lasciato con la famiglia la Germania, trasferendosi a Hollywood.

## Filmografia parziale

### Cinema
- Giovani senza domani (A Kiss Before Dying) (1956)
- Sfida al tramonto (The Brass Legend) (1956)
- Delitto senza scampo (Crime of Passion) (1957)
- La belva del Colorado (Fury at Showdown) (1957)
- La donna del ranchero (Valerie) (1958)
- La statua che urla (Screaming Mimi) (1958)
- Il diavolo che uccide così (Am Tag als der Regen kam) (1959)
- Scacco alla follia (Schachnovelle) (1960)
- Tempesta su Ceylon (Das Todesauge von Ceylon) (1963)
- Agente H.A.R.M. (Agent for H.A.R.M.) (1966)
- Provaci ancora mamma (Bunny O'Hare) (1971)

### Televisione
- Perry Mason - serie TV, 4 episodi (1958-1959)
- The Outer Limits - serie TV, 14 episodi (1963-1965)
- Bonanza - serie TV, 10 episodi (1965-1967)
- Daniel Boone - serie TV, 8 episodi (1966-1967)
- L'orso Ben (Gentle Ben) - serie TV, 16 episodi (1968-1969)
- Operazione ladro (It Takes a Thief) - serie TV, 4 episodi (1969-1970)

## Produttore
- Operazione Cicero (Five Fingers), regia di Joseph L. Mankiewicz (1952)
- Salto mortale (Man on a Tightrope), regia di Elia Kazan (1953)
- Gente di notte (Night People), regia di Nunnally Johnson (1954)
- Carovana verso il Sud (Untamed), regia di Henry King (1955)
- Oasi (Oasis), regia di Yves Allégret (1955)
- 80 Steps to Jonah, regia di Gerd Oswald (1969)
- Provaci ancora mamma (Bunny O'Hare), regia di Gerd Oswald (1971)